# Yến Dương
Yến Dương là một xã thuộc huyện Ba Bể, tỉnh Bắc Kạn, Việt Nam.

## Địa lý
Xã Yến Dương có vị trí địa lý:
- Phía bắc giáp các xã Địa Linh, Bành Trạch, Phúc Lộc
- Phía đông giáp xã Hà Hiệu và xã Chu Hương
- Phía nam giáp các xã Chu Hương, Đồng Phúc, Quảng Khê
- Phía tây giáp xã Quảng Khê và xã Địa Linh.

Xã Yến Dương có diện tích 39,61 km², dân số năm 2019 là 2.401 người, mật độ dân số đạt 61 người/km².
Yến Dương có tỉnh lộ 258 chạy qua, song song với suối nậm Linh, được tạo thành bởi các khe suối trong xã.

## Hành chính
Xã Yến Dương được chia thành 9 thôn: Bản Lạ, Nà Viến, Nà Giảo, Loỏng Lứng, Nà Nghè, Khuổi Luồm, Nà Pài, Phiêng Phàng, Phiêng Khăm.